# Ljubaň (město v Bělorusku)
Ljubaň (rusky i bělorusky Любань) je město v Minské oblasti v Bělorusku. K roku 2017 měla bezmála jedenáct tisíc obyvatel a byla správním střediskem svého rajónu.

## Poloha
Ljubaň leží na Arese, pravém přítoku Pciče v povodí Dněpru. Od Minsku je vzdálena přibližně 150 kilometrů jižně.

## Dějiny
První zmínka o Ljubani je z roku 1566. Od roku 1968 je Ljubaň městem.